# Овчарці (Кюстендильська область)
Овча́рці (болг. Овчарци) — село в Кюстендильській області Болгарії. Входить до складу общини Сапарева Баня.

## Населення
За даними перепису населення 2011 року у селі проживали 1079 осіб.
Національний склад населення села:
| Національність   | Кількість осіб | Відсоток |
| ---------------- | -------------- | -------- |
| болгари          | 1057           | 99,7%    |
| турки            | 0              | 0%       |
| цигани           | 0              | 0%       |
| маріджани        | 3              | 0,3%     |
| не визначились   | 0              | 0%       |
| Всього відповіли | 1060           |          |

Розподіл населення за віком у 2011 році:
Динаміка населення: